# Wojkowice (Czechy)
Wojkowice (cz. Vojkovice, niem. Wojkowitz) – wieś gminna w kraju morawsko-śląskim, w powiecie Frydek-Mistek w Czechach. Położona jest około 8,5 km na zachód od Frydka-Mistka, w granicach historycznego Śląska Cieszyńskiego.

## Historia
Pierwsza pisemna wzmianka pochodzi z 1584, z dokumentu wystawionego podczas sprzedaży frydeckiego państwa stanowego przez biskupa ołomunieckiego Stanisława Pawłowskiego Bartłomiejowi z Wierzbna.
Według austriackiego spisu ludności z 1910 roku Wojkowice miały 427 mieszkańców, z czego 425 było zameldowanych na stałe, 352 (82,8%) było czesko-, 59 (13,9%) polsko- i 14 (3,3%) niemieckojęzycznymi, a w podziale wyznaniowym 372 (87,1%) było katolikami, 40 (9,4%) ewangelikami a 15 (3,5%) wyznawcami judaizmu.
Pomimo czeskiej dominacji narodowościowej w 1938 roku większość Wojkowic została zajęta przez administrację polską i włączona do powiatu cieszyńskiego zachodniego, a od 1939 roku stała się częścią niemieckiego powiatu Teschen. Granicę wytyczono jednak na rzece Łuczyna, więc zachodni fragment gminy pozostał w granicach Czechosłowacji, a następnie Protektoratu Czech i Moraw.